# Achirus lineatus
Achirus lineatus es una especie de pez marino del género Achirus de la familia Achiridae. Es denominada comúnmente lenguado, arrevés, acedía o suela. Se distribuye en aguas costeras del océano Atlántico americano.

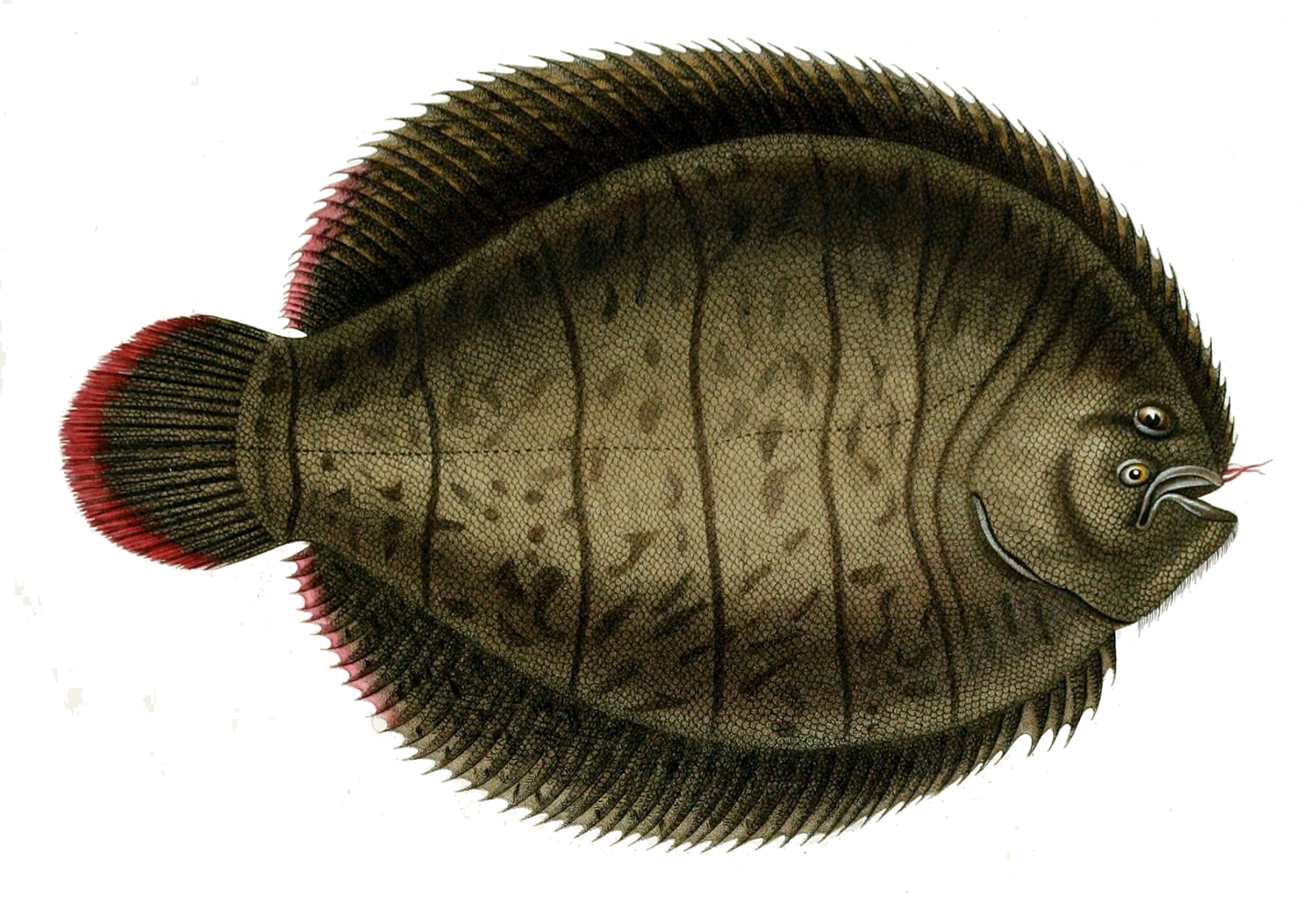
Achirus lineatus.

## Taxonomía
Esta especie fue descrita originalmente en el año 1758 por el zoólogo Carlos Linneo (Linnaeus), bajo el nombre científico de Pleuronectes lineatus.
Etimología
Etimológicamente el nombre genérico Achirus se construye con dos palabras del idioma griego, en donde a quiere decir 'sin' y cheir que significa 'manos'. El término específico lineatus es una palabra del latín, que significa 'marcado'.

## Distribución
Se distribuye en el océano Atlántico americano, desde el golfo de México hasta la Argentina.

## Hábitat y costumbres
Habita asociada a arrecifes en aguas costeras y estuariales en profundidades menores a 20 m. Es un predador que recorre el fondo marino, pasando desapercibido gracias a su patrón de coloración dorsal mimético. 